# Α-Aminobuttersäure
α-Aminobuttersäure (auch kurz Aba oder AABA genannt) ist eine nicht-proteinogene α-Aminosäure und eine der Aminobuttersäuren. Strukturell leitet sie sich durch Substitution des α-Wasserstoffatoms durch eine Aminogruppe (–NH2) von der Buttersäure ab. Ein eher selten gebrauchter Trivialname ist Butyrin.

## Isomere
| Stereoisomere von α-Aminobuttersäure |                                               |                                               |
| Name                                 | L-α-Aminobuttersäure                          | D-α-Aminobuttersäure                          |
| Andere Namen                         | (+)-α-Aminobuttersäure (S)-α-Aminobuttersäure | (−)-α-Aminobuttersäure (R)-α-Aminobuttersäure |
| Strukturformel                       |                                               |                                               |
| CAS-Nummer                           | 1492-24-6                                     | 2623-91-8                                     |
| CAS-Nummer                           | 2835-81-6 (Racemat)                           |                                               |
| EG-Nummer                            | 216-083-3                                     | 220-084-4                                     |
| EG-Nummer                            | 220-616-5 (Racemat)                           |                                               |
| ECHA-Infocard                        | 100.014.622                                   | 100.018.260                                   |
| ECHA-Infocard                        | 100.018.742 (Racemat)                         |                                               |
| PubChem                              | 80283                                         | –                                             |
| PubChem                              | 6657 (Racemat)                                |                                               |
| DrugBank                             | -                                             | DB04454                                       |
| DrugBank                             | - (Racemat)                                   |                                               |
| Wikidata                             | Q27104317                                     | Q285687                                       |
| Wikidata                             | Q285687 (Racemat)                             |                                               |

Ein bekanntes Strukturisomer ist die γ-Aminobuttersäure (GABA), ein inhibitorischer Neurotransmitter.

## Gewinnung
α-Aminobuttersäure wird u. a. aus Threonin durch Hydrolyse mit Salzsäure gewonnen. Die Gewinnung erfolgt außerdem aus 2-Brombutansäure durch Umsetzung mit wässrigem NH3.

## Bedeutung
Im Zuge der alkoholischen Gärung wird α-Aminobuttersäure durch Mikroorganismen wie Hefen zu 1-Propanol, einem Fuselalkohol, abgebaut.

## Vorkommen
β-Aminobuttersäure (BABA) ist eine in der Natur selten vorkommende nichtproteinogene Aminosäure. In Pflanzen wirkt sie gegen verschiedene Krankheitserreger.